# Зех тъ, Радке, зех тъ!
„Зех тъ, Радке, зех тъ!“ е телевизионен театрален спектакъл (мюзикъл, комедия) от 1976 година, реализиран за Българската телевизия от режисьора Хачо Бояджиев. Редактор е Дечо Таралежков. Оператор е Алеко Кузов. Музиката е на Димитър Вълчев, а текстът на песните е на Миряна Башева. Художник постановчик е Радостин Чомаков.
Създадена е по комедията „Михал Мишкоед“ от Сава Доброплодни.

## Сюжет
Бай Михал, един от заможните жители на градчето, е влюбен в хубавицата Радка. Наивен и глуповат стар ерген, клонящ към 50-те, той иска на всяка цена да се ожени за нея. Край бай Михал се въртят ласкателни сватовници, уверяващи го, че тя също го люби. Той е щедър и разточителен, и сляпо вярва на словата им, че ще я склонят да го вземе. А Радка и понятие няма, че по нея гасне бай Михал.

## Актьорски състав
| Роля                                           | Изпълнител           |
| ---------------------------------------------- | -------------------- |
| Михал – богат, безумен и сяка чи Радка го люби | з.а. Георги Парцалев |
| Вичо – Михалов ласкател и лъжлив приятел       | Илия Добрев          |
| баба Марта – женихла                           | н.а. Ружа Делчева    |
| Радка – Събюва дъщеря и Славчова любовница     | Мадлен Чолакова      |
| Съби – Радкен баща и Мариен мъж                | н.а. Георги Раданов  |
| Мария – Събюва жена и мащеха на Радка          | з.а. Татяна Лолова   |
| Николай – доктор /хекимин/                     | Хиндо Касимов        |
| Стоянка – Радкена дружка                       | Анета Ганева         |
| Петко – Михалов слуга                          | Иван Цветарски       |
| Драган – Събюв слуга                           | Трифон Джонев        |
| Славчо                                         | з.а. Стефан Данаилов |